# Joppa rogersi
Joppa rogersi là một loài tò vò trong họ Ichneumonidae.